# Шкарбан, Иван Григорьевич
Иван Григорьевич Шкарбан (укр. Іван Григорович Шкарбан; октябрь 1912, с. Киселевка, Киевская губерния, Российская империя — 1973, Москва, СССР) — советский украинский партийный и государственный деятель.

## Биография
Родился в крестьянской семье. Член ВКП(б) с 1932 года. Работал в Рушковском свекловичном совхозе Шполянского сахарного завода подсобным рабочим, учеником по счетоводству. В 1930 г. окончил Саливонскую школу фабрично-заводского ученичества сахарной промышленности.
С 1932 года на комсомольской и партийной работе в Таджикистане, в 1941—1942
1-й секретарь Гармского обкома, с 1944 по август 1945 года 1-й секретарь Кулябского обкома КП(б) Таджикистана.
С августа 1945 по 1948 год слушатель Высшей школы партийных организаторов — Высшей партийной школы при ЦК ВКП(б).
- 1948—1950 заведующий Отделом партийных, профсоюзных и комсомольских органов Новосибирского обкома ВКП(б)
- 2.1950 — 1951 секретарь Новосибирского областного комитета ВКП(б)
- январь — октябрь 1951 председатель Новосибирского горисполкома
- 8.1951 — 8.1956 председатель Новосибирского облисполкома
- 1956—1958 слушатель курсов переподготовки секретарей обкомов и ЦК компартий союзных республик при ЦК КПСС
- 1958—1961 аспирант Академии общественных наук при ЦК КПСС.

Депутат ВС РСФСР 3-4 созывов и ВС Таджикской ССР, делегат 19 и 20 съездов ВКП(б), член ЦК ВКП(б).

## Награды
- 17.10.1939 орден «Знак Почёта» — за выдающиеся успехи в сельском хозяйстве Таджикской ССР и за перевыполнение плана по хлопку
- 25.4.1941 орден Ленина — за выполнение в рекордно короткий срок задания по строительству высокогорной автомобильной дороги Сталинабад — Хорог
- 1941 второй орден «Знак Почёта»
- 1945 орден Отечественной Войны II-й степени
- 1945 медаль «За доблестный труд в Великой Отечественной войне».